# Mercedes-Benz C 257
Der Mercedes-Benz C 257 ist ein Oberklasse-Fahrzeug von Mercedes-Benz, dessen Verkaufsbezeichnung CLS lautet. Das Fahrzeug wurde am 29. November 2017 im Rahmen der LA Auto Show als Nachfolger der Baureihe 218 vorgestellt. Es wurde im Mercedes-Benz Werk Sindelfingen produziert. Der Verkauf begann mit drei Motorisierungen im März 2018.
Ende August 2023 wurde die Produktion des C 257 ohne Nachfolgemodell eingestellt.

## Design
Der C 257 nahm äußerlich das bereits bekannte Design der Coupés von Mercedes-Benz auf. Er wurde wie die Vorgängerversionen als „viertüriges Coupé“ vermarktet, der Shooting Brake war mit dem Modellwechsel allerdings entfallen. Durch die Reduzierung von Sicken und Linien im Gegensatz zum Vorgänger bietet der C 257 einen cw-Wert von 0,26. Der sich nach vorne öffnende Frontgrill mit einer Querstrebe erinnert stark an den Mercedes-AMG GT. Die neuen Multibeam-LED-Scheinwerfer geben bei Dunkelheit bis zu 650 Meter Sicht.
Der Innenraum des CLS kombiniert Aspekte der E- und S-Klasse: Der Armaturenträger samt Handschuhfach wurde aus der 2016 auf den Markt gebrachten Baureihe 238 (E-Klasse Coupé/Cabriolet) übernommen, während das Lenkrad eine leicht abgewandelte Version des Lenkrads der Baureihe 222 (S-Klasse) ist.
Bereits im zweiten Jahr nach der offiziellen Markteinführung wurden 2019 erste optische Modellpflegemaßnahmen durchgeführt. Die Änderungen umfassten unter anderem eine modifizierte Motorhaube mit zwei sogenannten Powerdomes sowie eine neue Abrisskante in Verbindung mit der Ausstattungslinie AMG Line Exterieur. Eine weitere optische Überarbeitung erhielt die Baureihe im Jahr 2021. Zudem war das AMG-Topmodell als auf 300 Exemplare limitierte Limited Edition erhältlich.

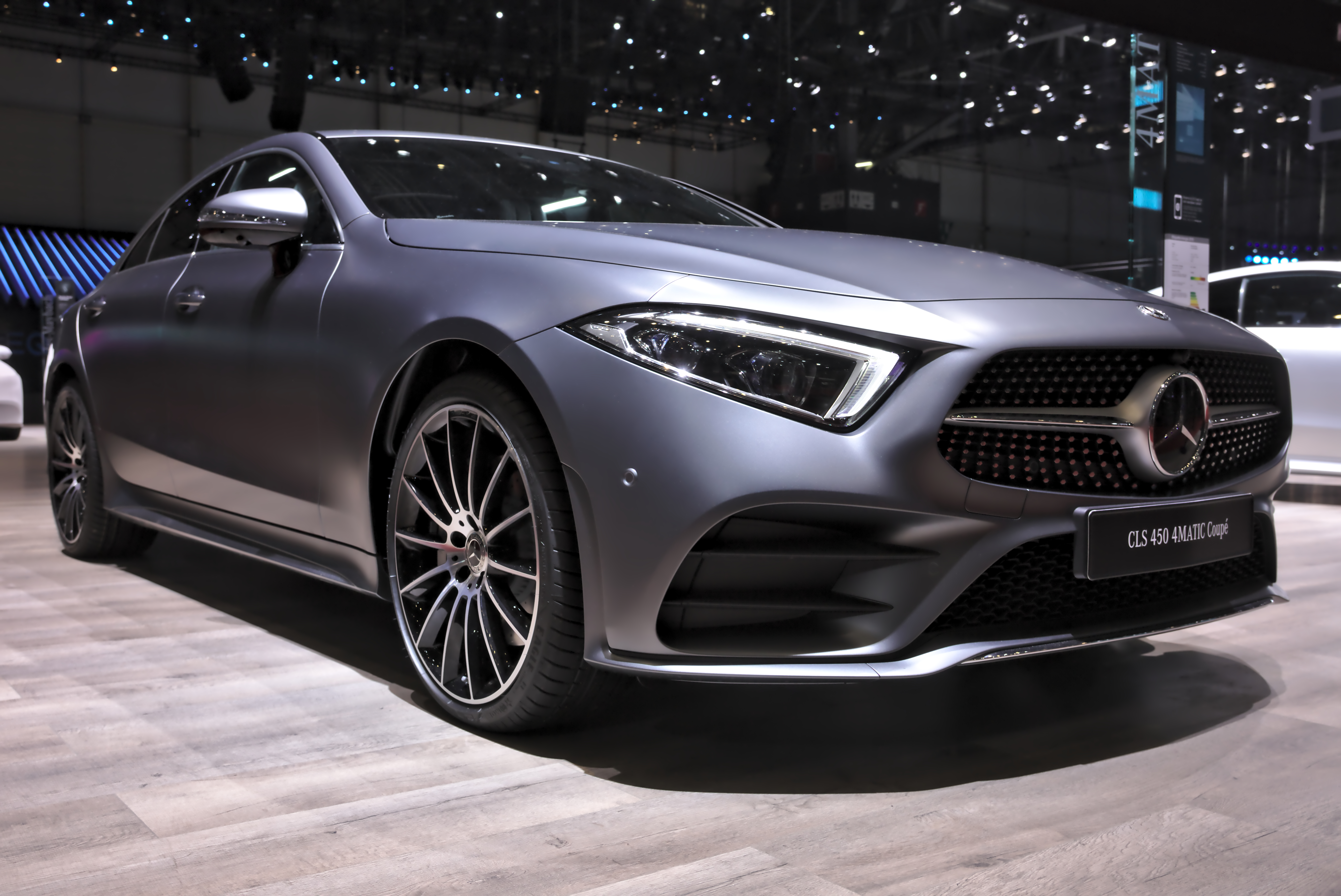
Mercedes-Benz CLS 450 4MATIC auf dem Genfer Auto-Salon 2018
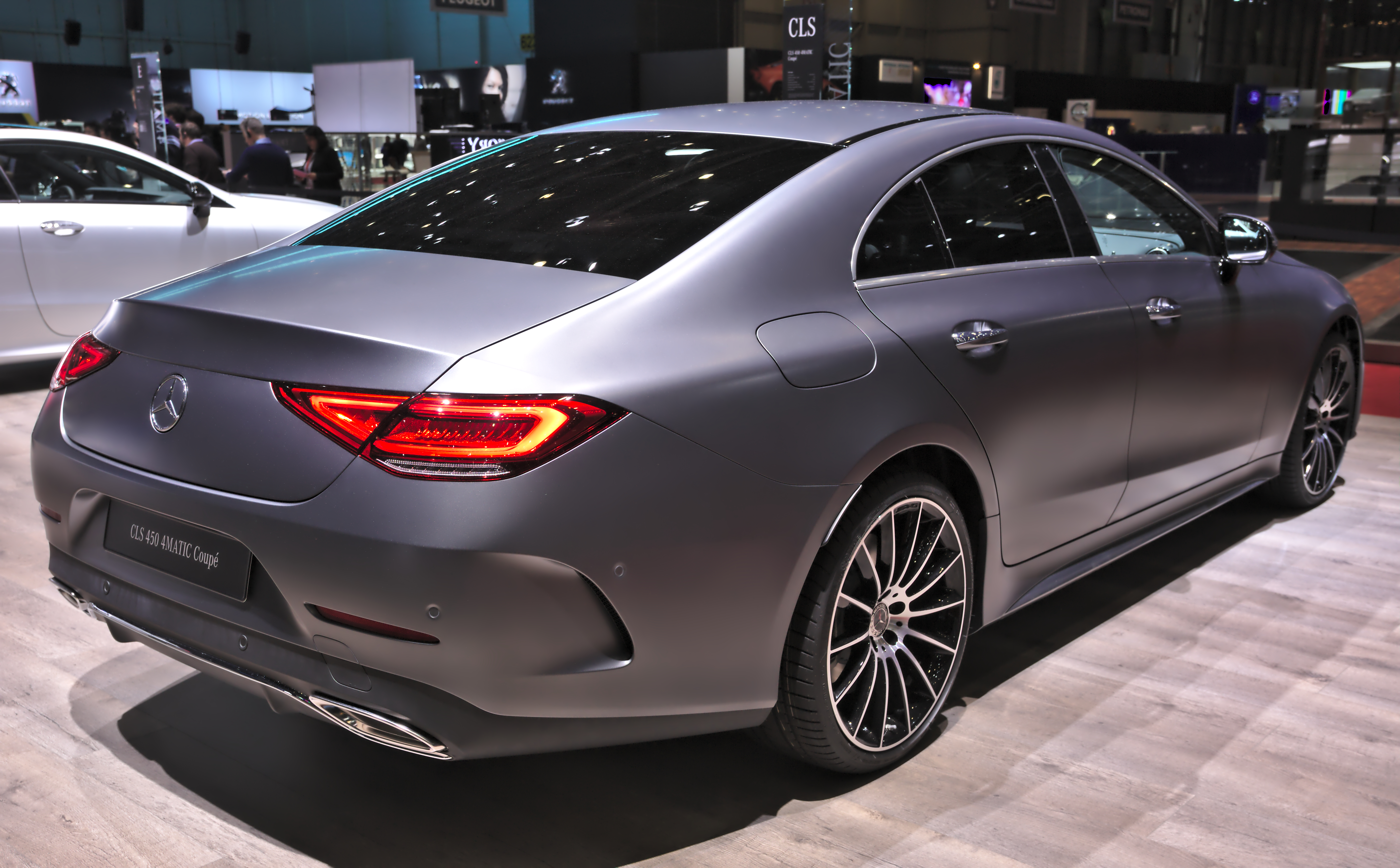
Heckansicht
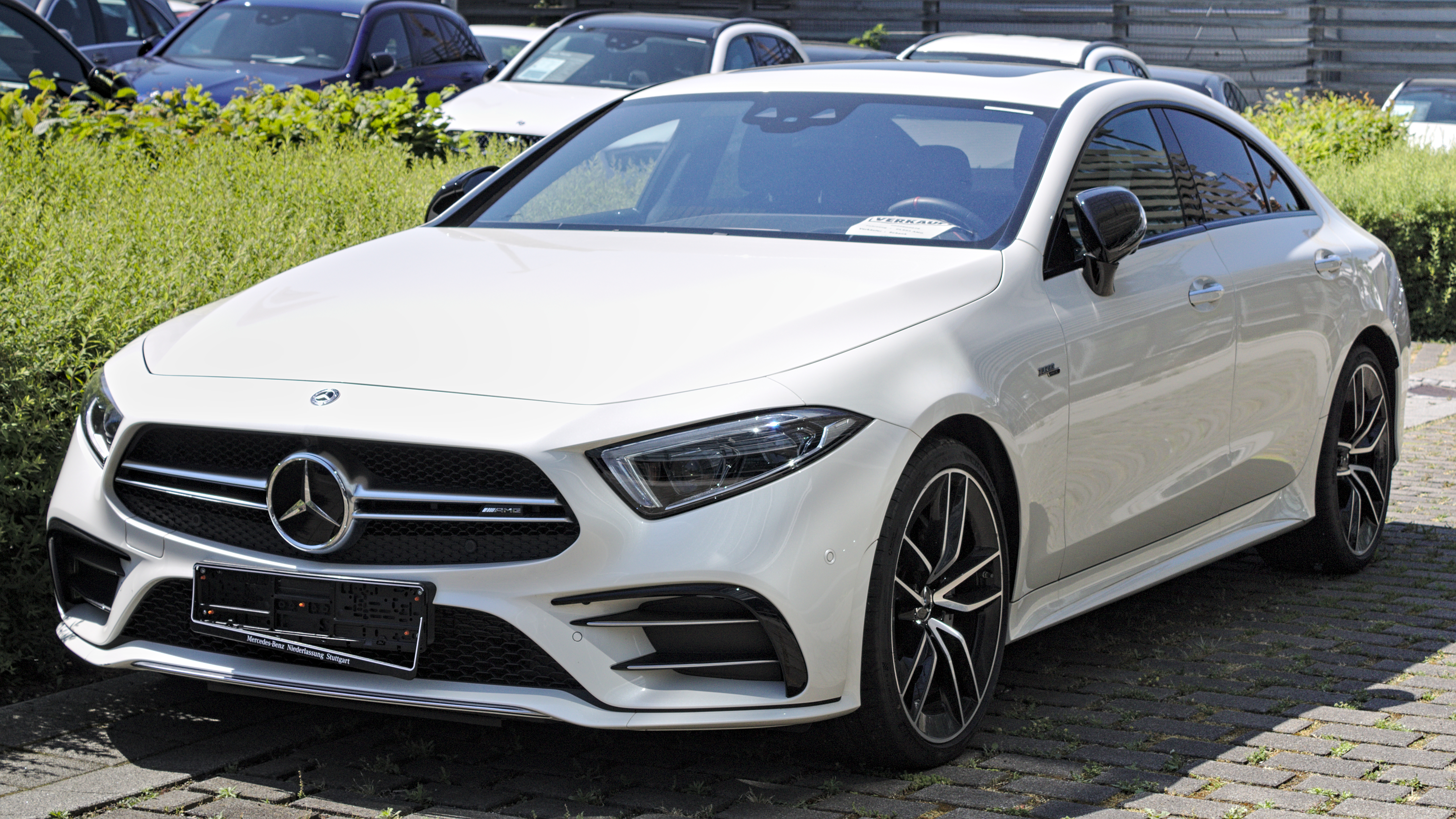
Mercedes-AMG CLS 53
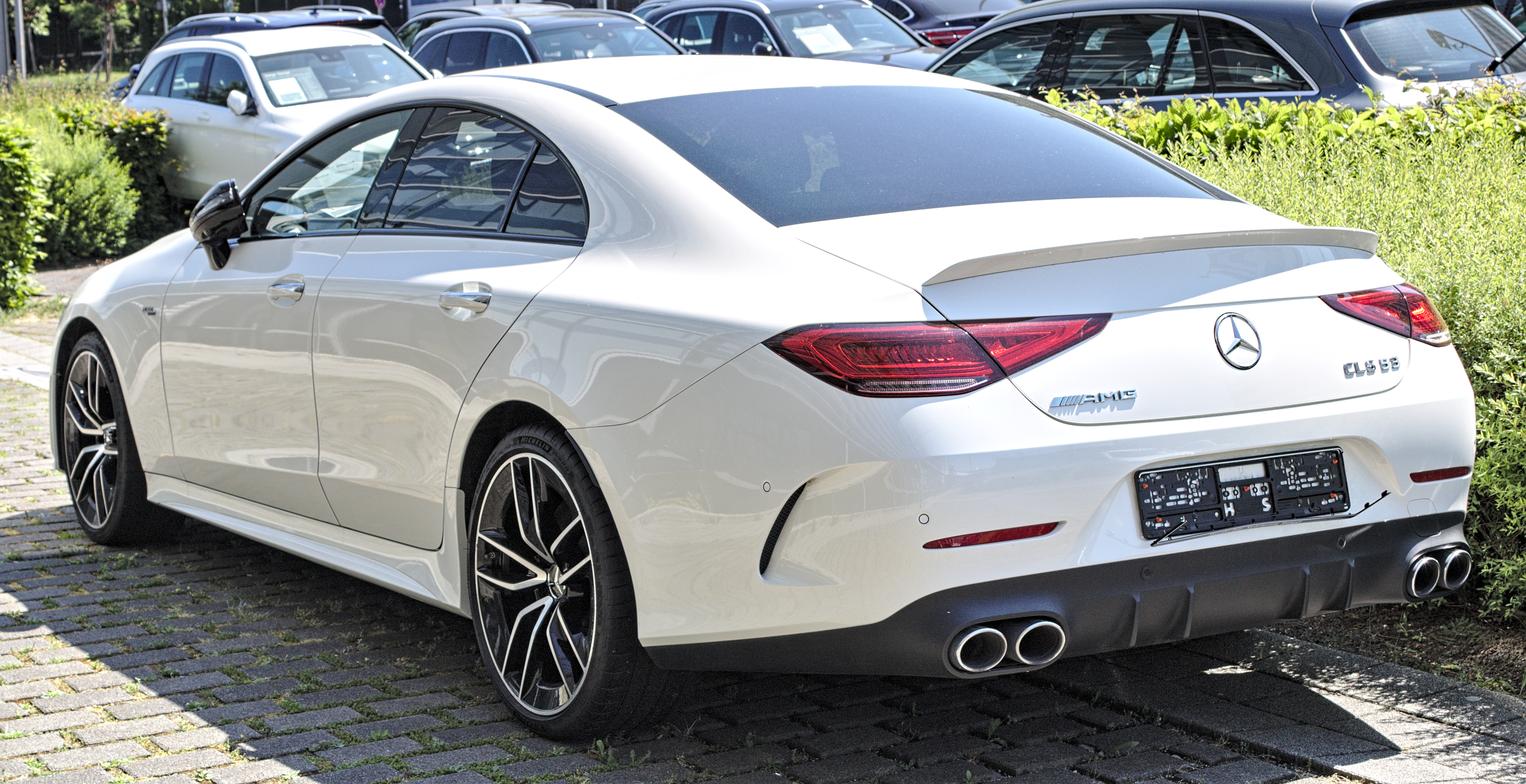
Heckansicht

## Technische Daten
|                                            | CLS 260 (1)                                    | CLS 350                                             | CLS 450 4MATIC                                      | CLS 450 4MATIC                                      | AMG CLS 53 4MATIC+                             | AMG CLS 53 4MATIC+                             |
| ------------------------------------------ | ---------------------------------------------- | --------------------------------------------------- | --------------------------------------------------- | --------------------------------------------------- | ---------------------------------------------- | ---------------------------------------------- |
| Bestellzeitraum                            | 05/2020–08/2023                                | 09/2018–06/2020                                     | 03/2018–06/2020                                     | 06/2020–08/2023                                     | 05/2018–06/2020                                | 06/2020–08/2023                                |
| Motorbezeichnung *                         | M 264 E 15 DEH LA                              | M 264 DE 20 AL                                      | M 256 E 30 DEH LA                                   | M 256 E 30 DEH LA                                   | M 256 E 30 DEH LA G                            | M 256 E 30 DEH LA G                            |
| Motortyp                                   | R4-Ottomotor + Elektromotor                    | R4-Ottomotor + Elektromotor                         | R6-Ottomotor + Elektromotor                         | R6-Ottomotor + Elektromotor                         | R6-Ottomotor + Elektromotor                    | R6-Ottomotor + Elektromotor                    |
| Gemischaufbereitung                        | Direkteinspritzung                             | Direkteinspritzung                                  | Direkteinspritzung                                  | Direkteinspritzung                                  | Direkteinspritzung                             | Direkteinspritzung                             |
| Motoraufladung                             | Turbolader                                     | Turbolader                                          | Turbolader                                          | Turbolader                                          | Turbolader + elektrischer Zusatzverdichter     | Turbolader + elektrischer Zusatzverdichter     |
| Hubraum                                    | 1497 cm³                                       | 1991 cm³                                            | 2999 cm³                                            | 2999 cm³                                            | 2999 cm³                                       | 2999 cm³                                       |
| max. Leistung                              | 135 kW + 10 kW (184 PS + 14 PS) bei 6100 min−1 | 220 kW + 10 kW (299 PS + 14 PS) bei 5800–6100 min−1 | 270 kW + 16 kW (367 PS + 22 PS) bei 5500–6100 min−1 | 270 kW + 16 kW (367 PS + 22 PS) bei 5500–6100 min−1 | 320 kW + 16 kW (435 PS + 22 PS) bei 6100 min−1 | 320 kW + 16 kW (435 PS + 22 PS) bei 6100 min−1 |
| max. Drehmoment                            | 280 Nm bei 3000–4000 min−1                     | 400 Nm bei 3000–4000 min−1                          | 500 Nm bei 1600–4000 min−1                          | 500 Nm bei 1600–4500 min−1                          | 520 Nm bei 1800–5800 min−1                     | 520 Nm bei 1800–5800 min−1                     |
| Antriebsart                                | Hinterradantrieb                               | Hinterradantrieb                                    | permanenter Allradantrieb 45/55                     | permanenter Allradantrieb 45/55                     | vollvariabler Allradantrieb                    | vollvariabler Allradantrieb                    |
| Getriebe                                   | Neunstufen-Automatik (9G-Tronic)               | Neunstufen-Automatik (9G-Tronic)                    | Neunstufen-Automatik (9G-Tronic)                    | Neunstufen-Automatik (9G-Tronic)                    | Neunstufen-Automatik (AMG SPEEDSHIFT TCT 9G)   | Neunstufen-Automatik (AMG SPEEDSHIFT TCT 9G)   |
| Leergewicht                                | 1735 kg                                        | 1765 kg                                             | 1940 kg                                             | 1940 kg                                             | 1980 kg                                        | 1980 kg                                        |
| max. Zuladung                              | 645 kg                                         | 645 kg                                              | 645 kg                                              | 620 kg                                              | 570 kg                                         | 570 kg                                         |
| Beschleunigung, 0–100 km/h                 | 8,7 s                                          | 6,0 s                                               | 4,8 s                                               | 4,8 s                                               | 4,5 s                                          | 4,5 s                                          |
| Höchstgeschwindigkeit                      | 250 km/h (abgeregelt)                          | 250 km/h (abgeregelt)                               | 250 km/h (abgeregelt)                               | 250 km/h (abgeregelt)                               | 250 km/h (abgeregelt) [ 270 km/h ] (2)         | 250 km/h (abgeregelt) [ 270 km/h ] (2)         |
| Kraftstoffverbrauch auf 100 km, kombiniert | 7,2 l Super                                    | 6,9–7,1 l Super                                     | 7,8–8,0 l Super                                     | 8,0–8,4 l Super                                     | 8,7–8,9 l Super Plus                           | 8,7–9,0 l Super Plus                           |
| CO2-Emission                               | k. A.                                          | 158–162 g/km                                        | 178–184 g/km                                        | 183–192 g/km                                        | 200–203 g/km                                   | 199–206 g/km                                   |
| Tankinhalt (serienmäßig)                   | 66 l                                           | 66 l                                                | 66 l                                                | 66 l                                                | 66 l                                           | 66 l                                           |
| Abgasnorm                                  | China VI                                       | Euro 6d-TEMP                                        | Euro 6d-TEMP                                        | Euro 6d                                             | Euro 6d-TEMP                                   | Euro 6d                                        |

|                                            | CLS 220 d                        | CLS 220 d                        | CLS 300 d                        | CLS 300 d 4MATIC                 | CLS 350 d 4MATIC                 | CLS 400 d 4MATIC                    | CLS 400 d 4MATIC                 |
| ------------------------------------------ | -------------------------------- | -------------------------------- | -------------------------------- | -------------------------------- | -------------------------------- | ----------------------------------- | -------------------------------- |
| Bestellzeitraum                            | 06/2019–06/2020                  | 06/2020–08/2023                  | 04/2018–06/2020                  | 01/2021–08/2023                  | 03/2018–06/2020                  | 06/2020–08/2023                     | 03/2018–06/2020                  |
| Motorbezeichnung *                         | OM 654 DE 20 G SCR               | OM 654 DE 20 G SCR               | OM 654 DE 20 G SCR               | OM 654 M                         | OM 656 D 29 R SCR                | OM 656 D 29 SCR                     | OM 656 D 29 SCR                  |
| Motortyp                                   | R4-Dieselmotor                   | R4-Dieselmotor                   | R4-Dieselmotor                   | R4-Dieselmotor + Elektromotor    | R6-Dieselmotor                   | R6-Dieselmotor                      | R6-Dieselmotor                   |
| Gemischaufbereitung                        | Common-Rail-Direkteinspritzung   | Common-Rail-Direkteinspritzung   | Common-Rail-Direkteinspritzung   | Common-Rail-Direkteinspritzung   | Common-Rail-Direkteinspritzung   | Common-Rail-Direkteinspritzung      | Common-Rail-Direkteinspritzung   |
| Motoraufladung                             | Turbolader                       | Turbolader                       | Biturbo                          | Biturbo                          | Biturbo                          | Biturbo                             | Biturbo                          |
| Hubraum                                    | 1950 cm³                         | 1950 cm³                         | 1950 cm³                         | 1993 cm³                         | 2925 cm³                         | 2925 cm³                            | 2925 cm³                         |
| max. Leistung                              | 143 kW (194 PS) bei 3800 min−1   | 143 kW (194 PS) bei 3800 min−1   | 180 kW (245 PS) bei 4200 min−1   | 195 kW + 15 kW (265 PS + 20 PS)  | 210 kW (286 PS) bei 4600 min−1   | 243 kW (330 PS) bei 3600–4200 min−1 | 250 kW (340 PS) bei 4400 min−1   |
| max. Drehmoment                            | 400 Nm bei 1600–2800 min−1       | 400 Nm bei 1600–2800 min−1       | 500 Nm bei 1600–2400 min−1       | 550 Nm + 180 Nm                  | 600 Nm bei 1200–3200 min−1       | 700 Nm bei 1200–3200 min−1          | 700 Nm bei 1200–3200 min−1       |
| Antriebsart                                | Hinterradantrieb                 | Hinterradantrieb                 | Hinterradantrieb                 | permanenter Allradantrieb 45/55  | permanenter Allradantrieb 45/55  | permanenter Allradantrieb 45/55     | permanenter Allradantrieb 45/55  |
| Getriebe                                   | Neunstufen-Automatik (9G-Tronic) | Neunstufen-Automatik (9G-Tronic) | Neunstufen-Automatik (9G-Tronic) | Neunstufen-Automatik (9G-Tronic) | Neunstufen-Automatik (9G-Tronic) | Neunstufen-Automatik (9G-Tronic)    | Neunstufen-Automatik (9G-Tronic) |
| Leergewicht                                | 1790 kg                          | 1800 kg                          | 1825 kg                          | 1905 kg                          | 1935 kg                          | 1935 kg                             | 1935 kg                          |
| max. Zuladung                              | 620 kg                           | 610 kg                           | 620 kg                           | 610 kg                           | 610 kg                           | 610 kg                              | 610 kg                           |
| Beschleunigung, 0–100 km/h                 | 7,5 s                            | 7,5 s                            | 6,4 s                            | 6,4 s                            | 5,7 s                            | 5,0–5,2 s                           | 5,0 s                            |
| Höchstgeschwindigkeit                      | 237 km/h                         | 235–237 km/h                     | 250 km/h                         | 250 km/h                         | 250 km/h                         | 250 km/h                            | 250 km/h                         |
| Kraftstoffverbrauch auf 100 km, kombiniert | 4,8–5,1 l Diesel                 | 4,8–5,1 l Diesel                 | 5,2–5,4 l Diesel                 | 5,5–5,7 l Diesel                 | 5,6–5,9 l Diesel                 | 6,2–6,5 l Diesel                    | 5,6–5,9 l Diesel                 |
| CO2-Emission                               | 128–133 g/km                     | 125–134 g/km                     | 137–142 g/km                     | 144–150 g/km                     | 148–156 g/km                     | 162–170 g/km                        | 148–156 g/km                     |
| Tankinhalt                                 | 50 l                             | 50 l                             | 50 l                             | 66 l                             | 50 l                             | 50 l                                | 50 l                             |
| Abgasnorm                                  | Euro 6d-TEMP                     | Euro 6d                          | Euro 6d-TEMP                     | Euro 6d                          | Euro 6d-TEMP                     | Euro 6d                             | Euro 6d-TEMP                     |

* Die Motorbezeichnung ist wie folgt verschlüsselt:
M = Motor (Otto), OM = Ölmotor (Diesel), Baureihe = 3-stellig, D und DE = Direkteinspritzung, M = Mildhybrid, Hubraum = Deziliter (gerundet), A = Abgasturbolader, L = Ladeluftkühlung, LA = wie AL, DEH = Direkteinspritzung Homogen, G = boostfähiger Starter-Generator, R = leistungsreduziert, SCR = Art der Abgasnachbehandlung